# 我的狐仙女友
《我的狐仙女友》是西野勝海撰寫、狐印繪製插畫的輕小說作品。也被改編為漫畫及電視動畫等跨媒體作品。

## 概要
- 2005年以「名波薰2號」為名投稿《她愛嬌地輕咳一聲》得到第1回MF文庫J輕小說新人獎佳作，即本作前身[3]。
- 以主角小山田耕太的第一人稱視角進行的校園戀愛喜劇。雖然是針對國高中生的輕小說，卻包含了過激的性描寫，讀者間有「請不要再更色了」和「應該再更色一點」的看法分歧。此外，作者認為這本書是「純愛小說」。
- 由於是同期（第一屆MF文庫輕小說新人獎）出道，作品裡經常惡搞同文庫的「萬歲」系列（三浦勇雄）以及（須堂項）。在萬歲系列的第六本中也有對本作的惡搞。

## 故事
從鄉下轉學過來的純樸少年小山田耕太，在與積極的學姊源千鶴相遇的第一天，就被她推倒了。不只是擁有不畏他人目光的專情個性，以及無人能及的美貌與姣好身材，千鶴還隱藏著一個祕密。原來，千鶴的真面目是狐狸妖怪。千鶴的弟弟多由良，以及班上的班長朝比奈紅音也被捲入，有妖怪就讀的這所薰風高中，一段甜蜜熱情的學校生活即將拉開序幕…

## 登場人物
聲優為廣播劇版本/電視動畫版本。

### 主要角色
小山田耕太（聲優：能登麻美子/同左）
本作男主角。薰風高校學生，從與祖父同住的鄉下轉學進薰風高校。自小便失去了雙親。轉學當天被千鶴叫出去，並得知千鶴是妖怪（妖狐）的事實。性格溫和、優柔寡斷。原本想在結婚前和千鶴保持健全的關係，卻漸漸被千鶴牽著走，開發出「打屁屁」、「軟綿綿彈跳枕/乳枕」、「膝枕」（各有各的性暗示）等各式各樣的玩法。對於千鶴算是又愛又怕。校園內因此流傳著「小山田耕太變態說」，並擁有「色情大王（エロス大王）」、「M‧C‧耕太（原文為，意思為「耕太，胸部揉太多了喔」）」等稱號。不會游泳。實際上是謎團最多的角色。和千鶴育有一女，成為小山田家當家。身高165cm。其後確認體內沉睡著神明素盏明尊，能解开人类被奇稻田姬的控制。左手拥有治疗力量(左活)，右手拥有攻击的力量(右殺)。武器为天丛云剑。
源千鶴（聲優：川澄綾子/同左）
本作女主角。薰風高校二年級學生。外表是巨乳美少女，實際上是年齡超過400歲的妖狐，而且還不是普通妖狐：具有九條能夠獨立思考、力量強大的尾巴（被稱為「大蛇/龍」），目前只能控制六條。瘋狂的迷戀耕太。個性我行我素，容易發飆。在耕太面前是個暴露狂，動不動就脫衣服給耕太看她完美的身材。只對耕太色色。相信女人很容易老，千鶴名言：「女人要與男人親密接觸，才能保持青春」。身高173cm，三围B：92/W：60/H：85。小說尾聲和耕太育有一女，因錯過畢業典禮和耕太留在三年級。體內沉睡著神明奇稻田姬，是素盏明尊的正室，可以操控八岐大蛇。只对素盏明尊感兴趣。能控制人类的思想。奇稻田姬每次苏醒的时候就是验证素盏明尊转世载体的真伪。一旦再次沉睡，源千鹤就是那个负责寻找素盏明尊转世的载体。没有任何记忆。
猶守望（聲優：竹内美優/同左）
本作第二女主角。小說第二集登場。薰風高校一年級生。外表是貧乳銀髮美少女，實際上是狼的妖怪。差不多200歲。對耕太大膽求愛。與千鶴的關係很微妙，雖是情敵，但同時也是朋友。參考從哥哥處得到的A書，對SM和Cosplay都有所涉獵。總是面無表情，不愛笑。住在看起來很高級的閣樓中。食量非常大，喜歡吃牛排。實際上是人狼首領的女兒，人狼們在第七集中前來尋找她。身高156cm，三围B：77/W：53/H：79。

### 次要角色
小圆
小山田耕太和源千鹤的女儿。其实是素盏明尊和奇稻田姬的女儿。拥有很强的法力。被耕太千鹤合体后封印了力量。但他们不在小圆身边时，九尾狐玉藻会解开她的封印。
源多由良（聲優：杉田智和/豊永利行）
薰風高校一年級生。是千鶴沒有血緣關係的弟弟（被千鶴撿到），耕太的同班同學。稱呼耕太與姐姐「白癡情侶」，外表輕薄但實力高強。喜歡紅音，經常發動攻勢卻都被冷淡對待；儘管如此，依然認為「冷淡的紅音也很棒」，有點被虐狂。
朝比奈紅音（聲優：齋藤千和/同左）
薰風高校一年級學生，耕太的同班同學。喜欢多由良。擔任班長，口頭禪是「違反校規了！」不斷妨礙同樣是高中生的耕太和千鶴進行不純潔的異性交流，太激動時會注意不到週遭環境（曾經用螃蟹腳刺殺多由良）。
佐佐森夕希（聲優：世戶沙織/同左）
薰風高校一年級學生，耕太的同班同學。短髮、臉上有雀斑，性格大方很喜歡周圍一團糟的環境。耕太感到羞恥的外號就是從她開始叫起的。興趣是拿數位攝影機（DV）拍攝感興趣的人物，好像對望很感興趣，不過偷拍望時其實已被望發現。
高菜綺里子（聲優：宮崎羽衣/同左）
薰風高校一年級學生，耕太的同班同學。長髮、胸部小於千鶴但為女學生中最大，生性潔癖，與耕太和千鶴他們接觸很謹慎。每天都被死黨佐佐森夕希拖著跑。
七七尾蓮（聲優：無/門脇舞以）
七七尾藍（聲優：無/仲西環）
小說第五集登場。薰風高校一年級生，雙胞胎姐妹。原本是葛之葉的暗殺者，任務失敗後變成耕太和千鶴的「小孩」并负责保护他们。外表十分相像，只能以髮型差別分辨。使用鎖攻擊，很有默契。時常吃一些奇怪噁心的食物，對於千鶴做的難吃料理她們似乎很喜歡。
桐山臣（聲優：近藤隆/同左）
薰風高校二年級生。實際上是操縱風的妖怪鎌鼬，因為過去的因緣而視源姊弟為眼中釘。第四集時從流星處接受老大地位。對耕太與千鶴的行為感到厭惡的其中一人。喜欢長部澪
長長部澪（聲優：松來未祐/伊月唯）
薰風高校二年級生。總是跟在臣身後。外表有如小學生，實際上是青蛙的半妖，能夠分泌有治癒效果的油（千鶴等人稱呼為「澪之油」）。原本沒有名字，是由臣替她命名，姓氏來源為從前住的村子。喜欢桐山臣。
熊田流星（聲優：三宅健太/乃村健次）
薰風高校三年級生。左眼的十字傷口為其註冊商標，是薰風高校的老大。實際上是熊的妖怪和土地神。在第四集畢業後，改名「熊田彗星」再次進入薰風高校就讀，老大則維持在臣手上。
砂原幾（聲優：下屋則子/同左）
社會科教師，耕太的班導。十分天然呆。幼時被名為「御方大人」（本名砂女）的妖怪附身，性格能有如雙重人格般轉換。雖然隸屬「葛之葉」，卻隱瞞千鶴的行蹤，幾乎獨自行動。是妖怪們的監察官。

三大妖怪之一，是操纵沙子的妖怪。寄宿在每一任砂原家当家的体内。葛之叶的创建人之一。负责执行奇稻田姬的找寻素盏明尊的命令。但都一直保护着转世宿主小山田耕太。
（聲優：松山鷹志/同左）
體育教師兼學生指導，個性強勢。隸屬「葛之葉」，是妖怪們的監察官。八束家当家，但权力都交给妹妹。
猶守朔（聲優：無/風間勇刀）
小說第二集登場。望的哥哥，實際上是狼的妖怪。平時乘坐機車。曾和千鶴組成小隊行動。喜欢千鹤。
三珠美乃里（聲優：無/西原久美子）
小說第三集登場。隸屬「葛之葉」，時常用計逼耕太和千鶴合體。自稱「耕太的妹妹」。跟耕太一样是葛之葉創造出來的孩子，被稱為『神之器』。只不过是一个赝品。
鵺
小說第三集登場。隸屬「葛之葉」的妖怪，基本上和美乃里一起行動。
玉藻（聲優：無/進藤尚美）
小說第三集登場。是三大妖怪之一。千鶴的母親，卻沒有血緣關係。長髮但常把頭髮盤起，胸部大於千鶴，是讓千鶴抬不起頭的對象。和御方大人是舊識。實際是白面金毛九尾狐，力量強大。在雪山山中經營溫泉旅館「玉之湯」，夏天會到沒有人的海岸開海之家「玉之屋」。
雪花（聲優：無/早水理沙）
小說第三集登場。穿著女忍者裝扮。在玉藻經營的溫泉旅館中工作雪女的其中一人。第七集就任薰風高校的保健室醫。

## 出版書籍
| 集數 | Media Factory  | Media Factory          | 尖端出版社     | 尖端出版社             |
| 集數 | 發售日期       | ISBN                   | 發售日期       | ISBN                   |
| ---- | -------------- | ---------------------- | -------------- | ---------------------- |
| 1    | 2005年10月25日 | ISBN 4-8401-1429-3     | 2008年6月27日  | ISBN 978-957-10-3861-2 |
| 2    | 2006年1月25日  | ISBN 4-8401-1488-9     | 2008年8月13日  | ISBN 978-957-10-3898-8 |
| 3    | 2006年4月25日  | ISBN 4-8401-1534-6     | 2008年11月21日 | ISBN 978-957-10-3958-9 |
| 4    | 2006年7月25日  | ISBN 4-8401-1577-X     | 2009年4月18日  | ISBN 978-957-10-4035-6 |
| 5    | 2006年10月25日 | ISBN 4-8401-1727-6     | 2009年8月12日  | ISBN 978-957-10-4090-5 |
| 6    | 2007年1月25日  | ISBN 978-4-8401-1785-2 | 2010年1月4日   | ISBN 978-957-10-4201-5 |
| 7    | 2007年6月25日  | ISBN 978-4-8401-1871-2 | 2010年5月11日  | ISBN 978-957-10-4261-9 |
| 8    | 2007年11月22日 | ISBN 978-4-8401-2086-9 | 2011年1月4日   | ISBN 978-957-10-4356-2 |
| 9    | 2008年2月25日  | ISBN 978-4-8401-2144-6 | 2011年6月1日   | ISBN 978-957-10-4505-4 |
| 10   | 2008年5月25日  | ISBN 978-4-8401-2320-4 | 2012年5月9日   | ISBN 978-957-10-4817-8 |
| 11   | 2008年9月25日  | ISBN 978-4-8401-2425-6 | 2015年4月22日  | ISBN 978-957-10-5946-4 |
| 12   | 2009年1月23日  | ISBN 978-4-8401-2639-7 |                |                        |
| 13   | 2009年9月25日  | ISBN 978-4-8401-2836-0 |                |                        |
| 14   | 2010年1月25日  | ISBN 978-4-8401-3160-5 |                |                        |
| 15   | 2010年12月24日 | ISBN 978-4-8401-3458-3 |                |                        |
| 16   | 2011年5月25日  | ISBN 978-4-8401-3921-2 |                |                        |

### 改編漫畫
| 集數 | Media Factory  | Media Factory          | 尖端出版社     | 尖端出版社        |
| 集數 | 發售日期       | ISBN                   | 發售日期       | EAN               |
| ---- | -------------- | ---------------------- | -------------- | ----------------- |
| 1    | 2007年1月23日  | ISBN 978-4-8401-1665-7 | 2007年7月20日  | EAN 4717702212643 |
| 2    | 2007年8月23日  | ISBN 978-4-8401-1941-2 | 2008年3月20日  | EAN 4717702218010 |
| 3    | 2007年11月22日 | ISBN 978-4-8401-1976-4 | 2008年6月27日  | EAN 4717702219949 |
| 4    | 2008年3月22日  | ISBN 978-4-8401-2211-5 | 2008年11月19日 | EAN 4717702222420 |
| 5    | 2008年10月31日 | ISBN 978-4-8401-2273-3 | 2009年6月22日  | EAN 4717702224332 |
| 6    | 2009年3月23日  | ISBN 978-4-8401-2547-5 | 2010年1月30日  | EAN 4717702230906 |
| 7    | 2009年7月23日  | ISBN 978-4-8401-2593-2 | 2010年11月8日  | EAN 4717702232870 |
| 8    | 2009年12月22日 | ISBN 978-4-8401-2958-9 | 2011年1月13日  | EAN 4717702233266 |
| 9    | 2010年8月23日  | ISBN 978-4-8401-3366-1 | 2011年6月16日  | EAN 4717702236731 |

## 電視動畫
2008年4月5日在AT-X播放決定。
2009年夏，OVA制作决定。

### 製作人員
- 監督：大槻敦史
- 系列構成：鈴木雅詞
- 人物設定、總作畫監督：高見明男
- 美術監督：小濱俊裕
- 道具設計：竹谷今日子
- 美術設計：鹽澤良憲
- 色彩設計：鈴木しん
- 攝影監督：中田智之
- 音響監督：中嶋聰彥
- 音響制作：Techno Sound
- 音樂：伊藤毅
- 音樂制作：5pb.
- 動畫制作：XEBEC
- 製作：我的狐仙女友製作委員会

### 主題曲
片頭曲『PHOSPHOR』
歌：宮崎羽衣、作詞・作曲：奥井雅美、編曲：鈴木Daichi秀行
片尾曲『恋の炎』
歌：榊原由依、作詞：葉月みこ、作曲：酒井陽一、編曲：大島康祐

### 播放電視台
| 播放地區 | 播放電視台 | 播放期間                     | 播放時間                   | 备註   |
| -------- | ---------- | ---------------------------- | -------------------------- | ------ |
| 全日本   | AT-X       | 2008年4月5日 - 2008年6月21日 | 星期六 10時30分 - 11時00分 | 有重播 |

### OVA
OVA『我的狐仙女友 ～真夏的大謝肉祭～』于2009年10月开始通过PC客户端和手机客户端在限定期间内先行上映。计划上、下卷分开上映，后收录于BD和DVD。

### 主題歌（OVA）
片头曲：「木漏れ日のソルディーノ」
作詞 - 濱田智之 / 作曲 - 酒井陽一 / 編曲 - 南利一 / 歌 - 榊原ゆい
片尾曲：「ルピナス〜幸せの風〜」
作詞 - 葉月みこ / 作曲 - 岩見直明 / 編曲 - 田口裕一 / 歌 - 宮崎羽衣

## 电台
先于动画播出之前，2008年3月21日开始，在MEDIA FACTORY下属电台开始播出的节目，主持人是小山田耕太的声优能登麻美子和源千鹤的声优川澄绫子。

## 廣播劇
2008年3月28日，由MEDIA FACTORY发售，商品番号ZMCZ-3284。

### 主题歌
歌：

## 遊戲
於2008年7月30日發售PS2版本的遊戲。

## 外部連結
- http://www.interq.or.jp/sun/foxmark/concrete/ （页面存档备份，存于）（插畫家狐印網站） （日語）
- Media Factory‧MF文庫J （页面存档备份，存于） （日語）
- 动画版官方网站 （日語）
- XEBEC官网 （日語）
- http://www.mediafactory.co.jp/animation/019/000/19076.html （页面存档备份，存于） （日語）
- AT-X 我的狐仙女友OVA網頁 （页面存档备份，存于） （日語）
- 我的狐仙女友OVA官方網頁 （日語）